# 热那亚会议
热那亚会议，全称热那亚经济与金融会议，于1922年4月10日至5月19日在意大利热那亚召开，共34个国家参与。由时任英国首相大卫·劳合·乔治计划召开，以解决当时欧洲面临的经济与政治问题及如何对待被凡尔赛和会排除在外的德国和俄国的问题。会议本身没有产生积极结果。期间，德国和苏俄签署了《拉帕洛條約》。